# Mission du mécénat
 (janvier 2015).
La mission du mécénat est un service du ministère français de la Culture et de la Communication. Créée en 2003 au sein du Cabinet du ministre pour promouvoir la nouvelle loi française sur le mécénat (loi du 1er août 2003 relative au mécénat, aux associations et aux fondations, dite "loi Aillagon"), rattachée ensuite à la délégation au développement et aux affaires internationales du ministère, puis, en 2010-2011, à la direction générale des Médias et des Industries culturelles / sous-direction du développement de l'économie culturelle, la mission du mécénat es maintenant un service de la délégation à l'Information et à la Communication au sein du Secrétariat général du même ministère.

## Attributions
Le rôle de la mission du mécénat est :
- de coordonner et de professionnaliser l'action du ministère et des acteurs culturels en matière du mécénat,
- d'évaluer les services du ministère et des établissements dans ces activités,
- de diffuser les nouvelles dispositions législatives et réglementaires auprès de ses partenaires,
- de proposer des évolutions de la loi dans le cadre de l'harmonisation européenne des législations,
- de développer et d'animer le « cercle des mécènes et donateurs » du ministère,
- de susciter et d'aider à la création de fondations.

## Réseaux
Dans ce cadre, elle a mis en place et anime un réseau de « correspondants mécénat » dans les directions et établissements du ministère de la Culture et de la Communication. Elle s'emploie à faire fructifier les accords passés par le ministère pour le développement du mécénat culturel des entreprises et des particuliers avec différentes institutions du monde économique et juridique : charte signée le 15 mars 2005 avec l'Assemblée des chambres françaises de commerce et d'industrie (ACFCI, aujourd'hui CCI France), et renouvelée le 20 avril 2010 ; protocole national signé le 4 octobre 2005, et renouvelé le 9 juin 2010, avec le Conseil supérieur du notariat ; protocole national signé le 22 novembre 2006, et renouvelé le 3 février 2010, avec le Conseil supérieur de l'Ordre des experts-comptables.

## Programmes
À travers ses programmes de rencontres (les « Jeudis du mécénat » ouverts au public sur inscription, et les « Ateliers du mécénat » destinés aux correspondants), la mission du mécénat poursuit un travail d'information et de formation, en faisant appel au témoignage de professionnels, d'entreprises mécènes et de porteurs de projets, en France et à l'étranger. La publication, en 2006, grâce au soutien du Crédit Agricole, de l'ouvrage L'Essor du mécénat culturel en France : Témoignages et pratiques, s'inscrit dans cette démarche.
La rencontre internationale « Le Mécénat, acteur du développement culturel et artistique »« http://www.mecenat.culture.gouv.fr/royaumont/ »(Archive.org • Wikiwix • Archive.is • Google • Que faire ?) organisée en partenariat avec la Fondation Royaumont, les 3 et 4 février 2006 à l'abbaye de Royaumont, a rassemblé une centaine d'intervenants et contribué à l'émergence d'un réseau international. Le 12 février 2010, à l'Institut national d'histoire de l'art, à Paris, la rencontre bilatérale "Le mécénat et les fondations culturelles en France et en Suisse : convergences et spécificités", coorganisée avec l'Office fédéral de la culture, a permis de croiser les législations et les pratiques des deux pays en matière de soutien privé à la culture.
A l'occasion des 10 ans de la loi Aillagon, la mission du mécénat a organisé, les 5 et 6 novembre 2013, au Grand Palais, à Paris, un important colloque, Les Entretiens du mécénat, réunissant une cinquantaine de personnalités du monde politique, de l'entreprise et des fondations, autour de quatre grands thèmes d'actualité du mécénat : "Mécénat culturel territorial des entreprises", "Place des fondations dans la culture", "Nouveaux outils, nouvelles générations de mécènes", "Perspectives pour le mécénat culturel en France".
La mission est à l'écoute des acteurs culturels, des entreprises, des professionnels et des particuliers pour toutes questions relatives au mécénat. Enfin, elle est associée à la recherche de mécènes - entreprises et particuliers - pour le financement de projets du ministère et de ses établissements.